# Ko Taen
Ko Taen, thailändska เกาะ แตน, är en 7,5 kvadratkilometer stor ö som ligger i Thailandviken i Södra Thailand, Thailand.

## Geografi
Ko Taen, eller Ko Tan, ligger i distriktet Ko Samui, i provinsen Surat Thani och ingår i Mu Ko Samui-arkipelagen, thailändska หมู่ เกาะสมุย. Arkipelagen omfattar ungefär 60 öar. Den ligger ungefär 15 kilometer från fastlandet och fem kilometer söder om Koh Samui, som är Thailands största ö. Huvudort på ön är Ban Ko Taen där flertalet invånare bor.

## Naturskydd
Ko Taen ligger strax nordväst om Mu Ko Ang Thongs marina nationalpark som inrättades 1980. Nationalparken ingår också i våtmarksskyddet enligt Ramsarkonventionen (Konvention om våtmarker av internationell betydelse, i synnerhet såsom livsmiljö för våtmarksfåglar) sedan 2002, med det officiella namnet Mu Koh Ang Thong marina nationalpark och referensnummer 1184.
Varaner är vanliga på Ko Taen och på öns sydvästra kust växer mangroveskog.

## Befolkning
Ko Taen har 30 invånare, vilket är ett ungefärligt antal, eftersom befolkningsantalet varierar beroende på turistnäringen. På 1960-talet var invånarantalet cirka 500 personer. Ko Taen är utflyttningsområde, som inte elektrifierats. Grannön Ko Samui har lockat till sig inflyttare med högre löner och bättre arbetsmöjligheter. Både skolan och hälsovårdscentralen på Ko Taen har därför fått stängas och många hus är tomma. Borgmästare på ön (2014) är Suraphong Viriyanon (สุรพงษ์ วิริยานนท์) och tillhör en familj med kinesisk härkomst. Han har verkat för att Ko Taen ska bli en ö med enbart eko-turism.
Ko Taen har emellertid inte blivit något större turistmål. Ön kan endast nås med båt, vanligen från fiskeläget Thong Krut på Samuis sydkust. Ko Taen är omgiven av korellrev vilka överlevt och delvis återhämtat sig från det fiske med dynamit som var vanligt i regionen fram till på 1980-talet.

## Klimat
Det tropiska klimatet i Thailand är ett sommarmonsunklimat, med kraftiga monsunregn från maj till oktober och torrtid från oktober till maj. Det är svalast i slutet av regntiden och början på torrtiden. I slutet av torrtiden kan det vara 34–37 grader varmt.